# 玉井碧
玉井 碧（たまい みどり、1945年1月2日 - ）は、日本の女性俳優、声優。東京都出身。文学座所属。

## 出演作品

### 映画
- 千曲川絶唱（リリー）
- 父
- 8.1
- エロス+虐殺

### テレビドラマ
- 愛をひとつまみ
- 鬼平犯科帳 第2シリーズ 第14話「平松屋おみつ」（1972年、NET / 東宝） - おかね
- 土曜日の女シリーズ 天使が消えていく（1973年、NTV）
- ありがとう（1970年、TBS） - 警察学校生徒
- うちの子にかぎって…（野村の母）
- おしん
- おだいじに
- 帰ってきたウルトラマン（看護婦）
- 大都会25時
- 日本沈没
- はぐれ刑事
- ふぞろいの林檎たち
- NHKスペシャル ドラマ 黄色い髪（1989年、NHK）

### テレビアニメ
- 週刊ストーリーランド（タニア）
- 蟲師（ハナの母）

### 劇場アニメ
- とある飛空士への追憶（マリア[4]）

### OVA
- アニメ古典文学館第3巻「平家物語」（ナレーション）

### 吹き替え
- アグリー・ベティ
- クリミナル・マインド FBI行動分析課（プレイジャー）
- 最高の人生の見つけ方（バージニア・チェンバーズ[5]）
- シャッターアイランド
- スパイダー パニック!
- ダ・ヴィンチ・コード（シスター・サンドリーヌ）
- デスパレートな妻たち2（フィリス）
- ふたりはお年ごろ（ウェストモア先生）
- ミス・マープル パディントン発4時50分（エルスペス）
- ミス・マープル 親指のうずき
- ミュンヘン（アヴナーの母親）
- ライフ・イズ・コメディ! ピーター・セラーズの愛し方（ペグ・セラーズ）

### 舞台
1966年
- 初舞台『欲望という名の電車』（文学座本公演）厚生年金小ホール

1974年
- 『花咲くチェリー』（本公演）東横劇場

1975年
- 『ハロルドとモード』（本公演）紀伊國屋ホール

1977年
- 『華々しき一族』（本公演）三越劇場

1980年
- 『復讐するは我にあり』（本公演）三越劇場

1982年
- 『おりき』（本公演）三越劇場

1989年
- 『遊･遊･家族』（本公演）紀伊國屋ホール

1991年
- 『猫ふんぢゃった』（文学座アトリエ公演）

1992年
- 『陽気な幽霊』（航の会）東京芸術劇場

1994年
- 『野に咲く花なら』シアター･アプル

1995年
- 『噂のチャーリー』（本公演）紀伊國屋ホール

1996年
- 『特ダネ狂騒曲』（本公演）紀伊國屋ホール

2001年
- 『漂鳥の儚』（オフィスワンダーランド）東京芸術劇場

2006年
- 『シラノ・ド・ベルジュラック』（本公演）THETRE1010

2009年
- 『雨の夏、三十人のジュリエットが還ってきた』（Bunkamura）シアターコクーン

2011年
- 『MEMORIES テネシー・ウィリアムズ 一幕劇・一挙上演』（アトリエ）

2024年
- 『石を洗う』（アトリエ）[6]